# Vipera altaica
Vipera altaica is een giftige slang uit de familie adders (Viperidae). 

## Naam en indeling
De wetenschappelijke naam van de soort werd voor het eerst voorgesteld door Boris S. Tuniyev, Göran Nilson en Claes Andrén in 2010. Later werd de wetenschappelijke naam Pelias altaica gebruikt.
De soortaanduiding altaica is afgeleid van een deel van het verspreidingsgebied; Altaj.

## Verspreiding en leefgebied
De soort komt voor in delen van Azië en leeft endemisch voor in oostelijk Kazachstan (Altaj) op een hoogte van 218 tot 327 meter boven zeeniveau.